# Список притоков Сожа
Список притоков реки Сож.
Первое число — расстояние в километрах от устья Сожа.

## От истока до Вихры
- 620 км: река Мошна (пр)
- 619 км: ручей Шиловская (Копанка) (пр)
- 609 км: река Россажа (лв)
- ? км: ручей Здоровец (Гостинка) (лв)
- ? км: ручей Железница (пр)
- ? км: ручей Дивинка (лв)
- 590 км: ручей Крапивна(Крапивня) (лв)
- 587 км: река Полна (пр)
- 576 км: река Вепрянка (пр)
- ? км: ручей Угож (Угоща) (лв)
- ? км: ручей Серебрянка (лв)
- 569 км: река Тушемля (пр)
- ? км: ручей Моховка (лв)
- 560 км: река Хмара (лв)
- ? км: ручей Моськовка (лв)
- ? км: ручей Песчанка (лв)
- 538 км: река Упинка (пр)
- 536 км: река Выдра (лв)
- ? км: ручей Красная (Восца) (лв)
- 525 км: река Березина (лв)
- ? км: ручей Лобатенька (лв)
- 517 км: река Белица (лв)
- 510 км: река Лызка (пр)
- 508 км: река Лыза (пр)
- ? км: ручей Бычок (пр)
- ? км: ручей Пырянка (лв)
- 496 км: река Городня (пр)
- 485 км: река Ослянка (пр)
- 479 км: река Вихра (пр)

## От Вихры до Прони
- 470 км: река Скверетянка (пр)
- ? км: река Молотовня (пр)
- 461 км: река Соженка (лв)
- ? км: ручей Плоская (лв)
- 452 км: река Чёрная Натопа (пр)
- 431 км: река Остёр (лв)
- 429 км: река Белянка (пр)
- 424 км: река Свиннка (пр)
- 412 км: река Худобычка (лв)
- 409 км: река Добрость (пр)
- ? км: ручей Каменка (лв)
- 402 км: река Лобжанка (лв)
- 373 км: река Волчес (пр)
- 356 км: река Удога (пр)
- ? км: ручей Ректа (лв)
- 322 км: река Сенна (лв)
- 316 км: река Лобчанка (пр)
- 307 км: река Ельня (лв)
- 296 км: река Проня (пр)

## От Прони до Беседи
- 287 км: река Голуба (лв)
- 284 км: река Песчанка (пр)
- 275 км: река Каменка (лв)
- 272 км: река Якушевка (лв)
- 265 км: река Жавуница (лв)
- 258 км: река Кляпинка (лв)
- 257 км: река Овсовина (пр)
- 252 км: река Косолянка (пр)
- 251 км: река Вилейка (пр)
- ? км: ручей Осецкий (лв)
- 240 км: река Кормянка (пр)
- 228 км: река Дороживель (лв)
- 227 км: река Девица (лв)
- 225 км: река Добрич (пр)
- 222 км: река Горна (пр)
- ? км: ручей Бобер (Утеха) (лв)
- 215 км: река Куринка (лв)
- ? км: ручей Беляевка (лв)
- 208 км: река Молинка (лв)
- 205 км: река Чечора (пр)
- 189 км: река Покоть (лв)
- 185 км: река Деменка (пр)
- 169 км: река Липа (пр)
- 165 км: река Гнива (лв)
- 151 км: река Нёманка (лв)
- 147 км: река Беседь (лв)

## От Беседи до устья
- 127 км: река Спонка (лв)
- 109 км: река Ипуть (лв)
- 85 км: река Уза (пр)
- 71 км: река Случь-Мильча (пр)
- 65 км: река Уть (лв)
- 56 км: река Терюха (лв)
- ? км: ручей Студенец (лв)
- 23 км: река Немыльня (лв)
- 5 км: река Вир (лв)